# Alto Boa Vista
Alto Boa Vista är en kommun i Brasilien.   Den ligger i delstaten Mato Grosso, i den centrala delen av landet, 600 km nordväst om huvudstaden Brasília. Antalet invånare är 5 249.
Omgivningarna runt Alto Boa Vista är huvudsakligen savann. Trakten runt Alto Boa Vista är nära nog obefolkad, med mindre än två invånare per kvadratkilometer.